# Degeeriopsis xanthogastra
Degeeriopsis xanthogastra là một loài ruồi trong họ Tachinidae.